# Merrick B. Garland

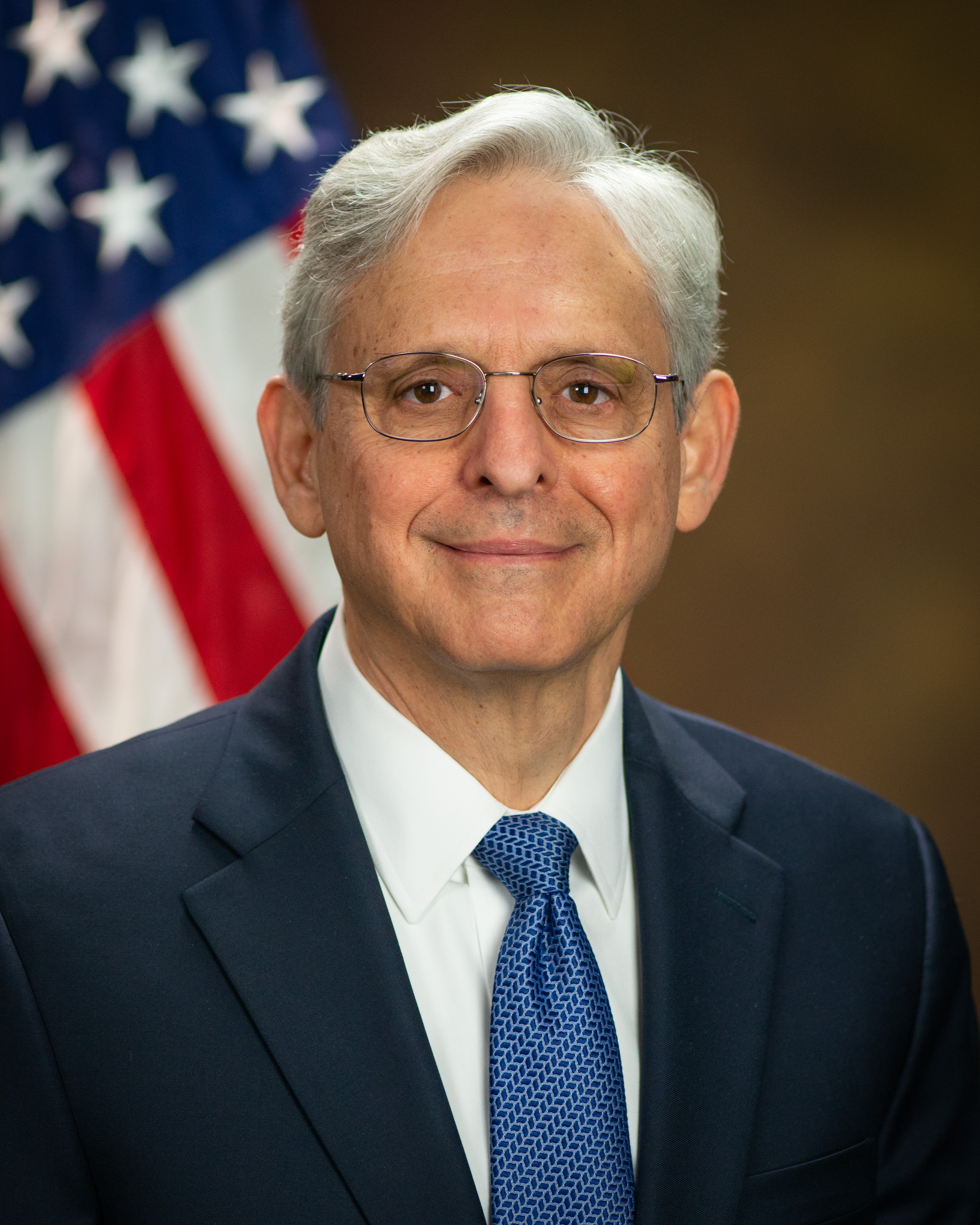
Merrick Garland (2021)

Merrick Brian Garland (geboren am 13. November 1952 in Chicago, Illinois) ist ein US-amerikanischer Jurist. Er war von 1997 bis 2021 Richter am United States Court of Appeals for the District of Columbia Circuit und war vom 11. März 2021 bis 20. Januar 2025 Justizminister im Kabinett Biden.

## Leben und Wirken
Merrick Brian Garland wurde 1952 als Sohn von Cyril Garland (1915–2000) und dessen Ehefrau Shirley (geb. Horwitz) geboren. Der Vater betrieb ein kleines Werbeunternehmen (Garland Advertising), seine Mutter war zeitweise Leiterin der Freiwilligendienste des Council for Jewish Elderly (CJE) in Chicago. Die Familie ist jüdisch, und Merrick Garland wurde gemeinsam mit seinen beiden Schwestern (Heidi und Jill) im Sinne des konservativen Judentums aufgezogen.
Garlands Wurzeln reichen zurück ins zaristische Russland (Gebiete des heutigen Litauen und Polen). Seine Großeltern väterlicherseits verließen zu Beginn des 20. Jahrhunderts aufgrund des anwachsenden Antisemitismus das Ansiedlungsrayon Russlands, um ihren (zukünftigen) Kindern ein besseres, angstfreies Leben in den Vereinigten Staaten zu ermöglichen. Sie ließen sich zunächst in Iowa nieder, wo auch ihre beiden Kinder – Merrick Garlands Vater Cyril und dessen Schwester – zur Welt kamen. Später zog die Familie nach Chicago.
Garland besuchte zunächst die Niles West High School in Skokie, einem Vorort von Chicago. Nach seinem Abschluss an dieser Schule im Jahre 1970 studierte er mit Hilfe eines Stipendiums an der Harvard University, wo er 1974 den Bachelor-Grad erlangte und 1977 ein juristisches Studium an der Harvard Law School mit dem akademischen Grad Juris Doctor abschloss. Anschließend war er Mitarbeiter (law clerk) des Richters Henry Friendly am United States Court of Appeals for the Second Circuit bis 1978 und des Richters William Joseph Brennan am obersten Gerichtshof von 1978 bis 1979. Von 1979 bis 1981 war Garland als Special Assistant beim United States Attorney General tätig. 1981 bis 1989 und wieder 1992 bis 1993 war er Rechtsanwalt in der Kanzlei Arnold & Porter; dazwischen sowie ab 1993 übte er erneut verschiedene Funktionen im Justizministerium der Vereinigten Staaten aus.
1995 und, nachdem der Bestätigungsvorgang im Senat zwischenzeitlich auf Eis gelegt war, erneut 1997 wurde Garland von US-Präsident Bill Clinton für den Posten eines Richters am United States Court of Appeals for the District of Columbia Circuit nominiert und im März 1997 vom Senat mit 76 gegen 23 Stimmen bestätigt.
Während der Amtszeit von US-Präsident Barack Obama galt Garland als möglicher Anwärter auf ein Richteramt am Obersten Gerichtshof. Bei der ersten Neubesetzung, der Nachfolge von Richter David Souter, wurde allgemein die Berufung einer Frau erwartet; Obama nominierte Sonia Sotomayor.
Als 2010 Richter John Paul Stevens seinen Rückzug aus dem Supreme Court ankündigte, zählte Garland, der als Vertreter gemäßigter juristischer Positionen gilt, zu den Favoriten für dessen Nachfolge. Obama entschied sich aber letztlich für Elena Kagan.
Am 16. März 2016 nominierte Obama Garland für die Nachfolge des am 13. Februar 2016 verstorbenen Antonin Scalia.
Bei früherer Gelegenheit hatte die republikanische Mehrheit im US-Senat angekündigt, jede Nominierung von Obama zu blockieren, um dessen Nachfolger (der im November 2016 gewählt wurde) die Auswahl zu überlassen. Somit kam es im Senat nicht nur zu keiner Abstimmung, sondern nicht einmal zu einer Beratung über die Berufung Garlands. Da die Beratung über einen nominierten Richter in der Verfassung vorgeschrieben ist, wurde diskutiert, ob der Senat damit sein Beratungsrecht verwirkt hätte und Obama Garland nun alleine ernennen könnte, was er jedoch nicht tat, so dass die Nominierung im Januar 2017 auslief. Obamas Nachfolger Donald Trump nominierte am 31. Januar 2017 stattdessen den Richter Neil Gorsuch. Die Besetzung des vakanten neunten Richterpostens im Supreme Court galt wegen eines Patts zwischen vier eher liberalen und vier eher konservativen Richtern als wichtig.
2019 wurde Garland in die American Academy of Arts and Sciences gewählt.
Anfang Januar 2021 teilte Joe Biden mit, dass Garland im zukünftigen Kabinett die Position des United States Attorney General (Justizminister) übernehmen soll. Am 10. März 2021 wurde er vom US-Senat mit 70 zu 30 Stimmen bestätigt, so dass er sein Amt am 11. März 2021 antrat.
2021 erließ Garland ein Moratorium, mit dem die Todesstrafe in den Vereinigten Staaten auf Bundesebene vorläufig ausgesetzt wurde. Damit machte die Biden-Regierung eine Entscheidung des damaligen Präsidenten Donald Trump aus dem Vorjahr rückgängig. Er hatte nach 17 Jahren Unterbrechung Hinrichtungen auf Bundesebene wieder eingeführt.
Im August 2022 genehmigte Garland die Durchsuchung eines Anwesens des ehemaligen US-Präsidenten Donald Trump durch das FBI, was ein Novum in der US-amerikanischen Geschichte darstellte.

## Persönliches
Garland ist seit 1987 verheiratet. Seine Frau Lynn ist eine Enkelin von Samuel Irving Rosenman, einem Richter und Berater der US-Präsidenten Franklin D. Roosevelt und Harry S. Truman.